# Ribera de Llacs
La Ribera de Llacs és situada dins del terme municipal de la Vall de Boí, a la comarca de l'Alta Ribagorça, i dins el Parc Nacional d'Aigüestortes i Estany de Sant Maurici.
«Llacs és el plural de llac, llot, fangar, per l'acumulació d'al·luvions a la confluència de la Vall del Muntanyó i les dues de Mussoles»."
Afluent per l'esquerra del Riu de Sant Nicolau, rep aquest nom la ribera del Barranc de Llacs, des de la serra del Bony Blanc a la Serra de les Mussoles. Al sud del Planell de Sant Esperit, el barranc recull les aportacions de la Vall de les Mussoles i de Montanyó de Llacs.